# Largs

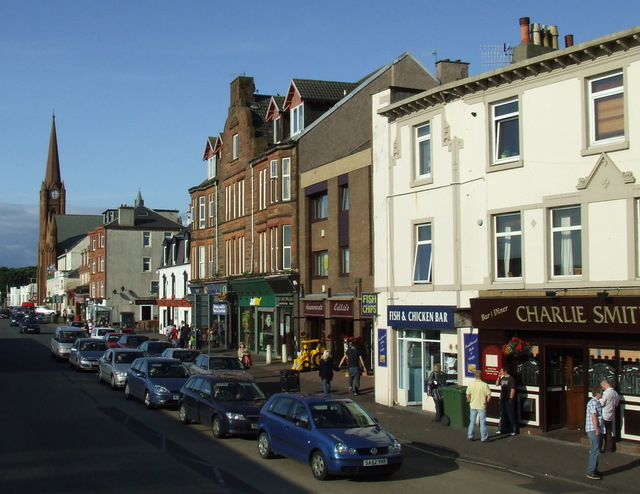
Largs: la Gallowgate Street

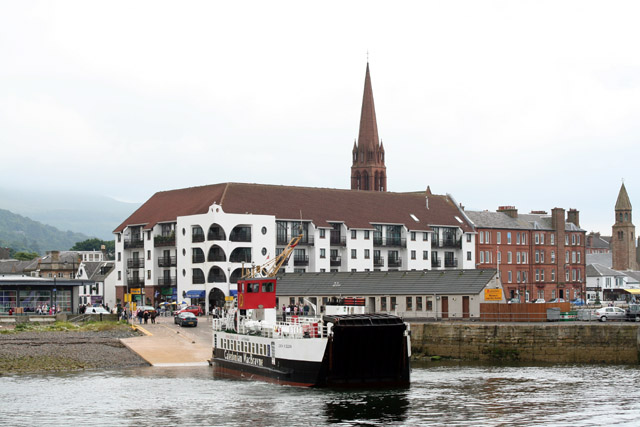
Il molo di Largs

Largs è una località di villeggiatura della costa sud-occidentale della Scozia, facente parte dell'area di consiglio dell'Ayrshire Settentrionale (North Ayrshire) ed affacciata sul Firth of Clyde. Conta una popolazione di circa 11.000 abitanti

## Geografia fisica
Largs si trova nella parte settentrionale del North Ayrshire, a nord di Ardrossan, e si affaccia sull'isola di Great Cumbrae, che dista circa un miglio dalla costa. Località limitrofe sono Fairlie, Kelburn e Skelmorlie.

## Origini del nome
Il toponimo Largs deriva probabilmente dal termine gaelico laerg, che significa "pendio di una collina" o "pendenza erbosa".

## Storia

### Dalla fondazione ai giorni nostri
La zona in cui sorge Largs è abitata sin dal Neolitico, come dimostra una camera sepolcrale rinvenuta in loco.
La cittadina esisteva già prima del XIII secolo e nel settembre 1263 ebbe luogo la battaglia di Largs, una battaglia navale che vide opposti i vichinghi all'esercito guidato da Alessandro III di Scozia.
|  |

Nel 1772, la pietra che costituiva alcune camere sepolcrali preistoriche rinvenute a Largs fu utilizzata per la costruzione di una strada (l'attuale A78): nell'occasione furono rinvenuti anche dei resti umani.
Nel 1885, la cittadina fu raggiunta per la prima volta dalla ferrovia, grazie alla costruzione della Glasgow and South Western Railway.
|  |

## Monumenti e luoghi d'interesse

### Architetture religiose

#### Skelmorlie Aisle
Tra i principali edifici religiosi di Largs figura la Skelmorlie Aisle, costruita nel 1636 da Sir Robert Montgomery di Skelmorlie.
|  |

### Architetture civili

#### College di San Colombano
Altro edificio storico di Largs è il college di San Colombano, risalente al 1830 ca.

### Siti archeologici
All'interno del Douglas Park è stata rinvenuta una tomba sepolcrale risalente al 3500 a.C, mentre sulla Knock Hill è stato rinvenuto un forte risalente al 500 a.C..

## Società

### Evoluzione demografica
Al censimento del 2011, Largs contava una popolazione pari a 11.340 abitanti, stesso dato del 2001.

## Cultura

### Musei

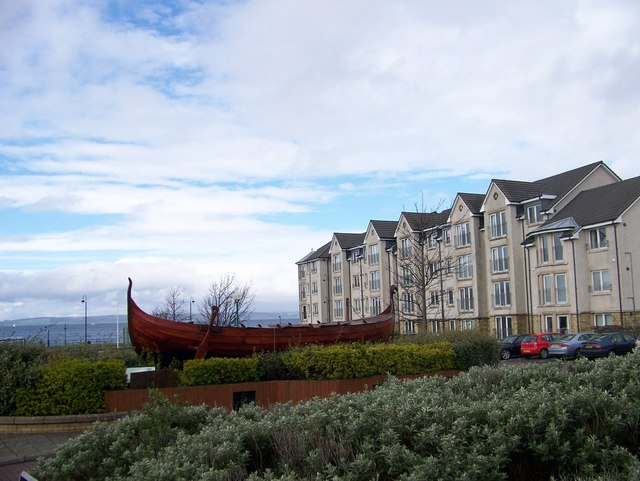
Largs: il centro espositivo Vikingar!

- Vikingar![3]

### Eventi
- Largs Viking Festival[3]

## Infrastrutture e trasporti
Largs è collegata via traghetto con l'isola di Great Cumbrae. .